# Svenska numismatiska föreningen
Svenska numismatiska föreningen (ofta kallad "Numismatiska föreningen"), är en numismatisk förening grundad 1873 med säte i Stockholm med uppgift att "befordra och understödja numismatisk forskning".
Föreningen består av heders-, korresponderande och årligt betalande ledamöter. Genom testamente av grosshandlaren Sven Svensson erhöll föreningen 1928 en större samling mynt, medaljer med mera samt kapital, med hjälp av vilken den 1932 inköpte en fastighet på Kungstensgatan 27.
Svenska numismatiska föreningen utger sedan 1874 Numismatiska meddelanden. 
1977 övertog man tidningen Myntkontakt, som bytte namn till Svensk numismatisk tidskrift.

## Ordförande
- 1873–1880 August Wilhelm Stiernstedt
- 1881–1883 Hans Hildebrand
- 1883–1891 Georg Wolfgang von Francken
- 1891–1903 Carl Snoilsky
- 1903–1906 Johan Otto Wedberg
- 1906–1916 Victor Edvard Lilienberg
- 1916–1934 Axel Wahlstedt
- 1934–1935 Ernst E. Areen
- 1936–1947 Bengt Thordeman
- 1947–1953 Nils Ludvig Rasmusson
- 1953–1961 Torgny Lindgren
- 1961–1962 Bertil af Klercker
- 1962–1973 Nils Ludvig Rasmusson
- 1973–1978 Lars O. Lagerqvist
- 1978–1988 Göran Bergenstråhle
- 1988–2002 Torbjörn Sundquist
- 2002–2008 Julius Hagander
- 2008–2021 Jan-Olof Björk
- 2021– Curt Ekström[2]